# Mouretia
Mouretia es un género con cinco especies de plantas fanerógamas perteneciente a la familia de las rubiáceas. Es nativa de Indochina.

## Taxonomía
El género fue descrito por Pit. in H.Lecomte y publicado en Flore Générale de l'Indo-Chine 3: 71, f. 7(6–9). 1922. El nombre proviene del naturalista francés Marcellin Mouret.

## Especies
- Mouretia guangdongensis H.S.Lo (1998).
- Mouretia inaequalis (H.S.Lo) Tange (1997).
- Mouretia larsenii Tange (1997).
- Mouretia tonkinensis Pit. in H.Lecomte (1922).
- Mouretia vietnamensis Tange (1997).